# Gnamptonyx rufomixta
Gnamptonyx rufomixta là một loài bướm đêm trong họ Erebidae.